# Ain't Them Bodies Saints
Ain't Them Bodies Saints (Brasil: Amor Fora da Lei ) é um filme de drama policial romântico produzido nos Estados Unidos e dirigido por David Lowery em 2013.